# Пикпуцианцы
Пикпуцианцы (официальное название — Конгрегация Святых Сердец Иисуса и Марии; фр. Congrégation des Sacrés-Cœurs de Jésus et de Marie; лат. Congregatio Sacrorum Cordium Iesu et Mariae necnon adorationis perpetuae Sanctissimi Sacramenti altaris) — католическая религиозная организация, первоначально основанная французскими роялистами в годы Великой французской революции для защиты католической церкви от религиозных преследований, а в дальнейшем переключившаяся на миссионерскую деятельность в Полинезии и пастырскую работу в трущобах (фавелах) стран Латинской Америки. 
История пикпуцианцев неразрывно связана с историей обнаружения письменности острова Пасхи — ронгоронго, однако их вклад довольно противоречив. 

## История

### Зарождение в ходе революционного террора

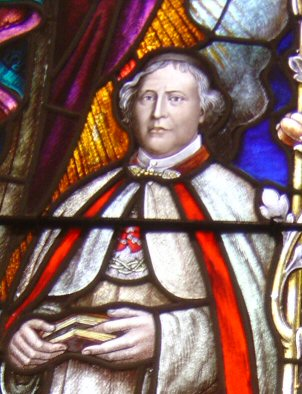
Пьер Кудрен

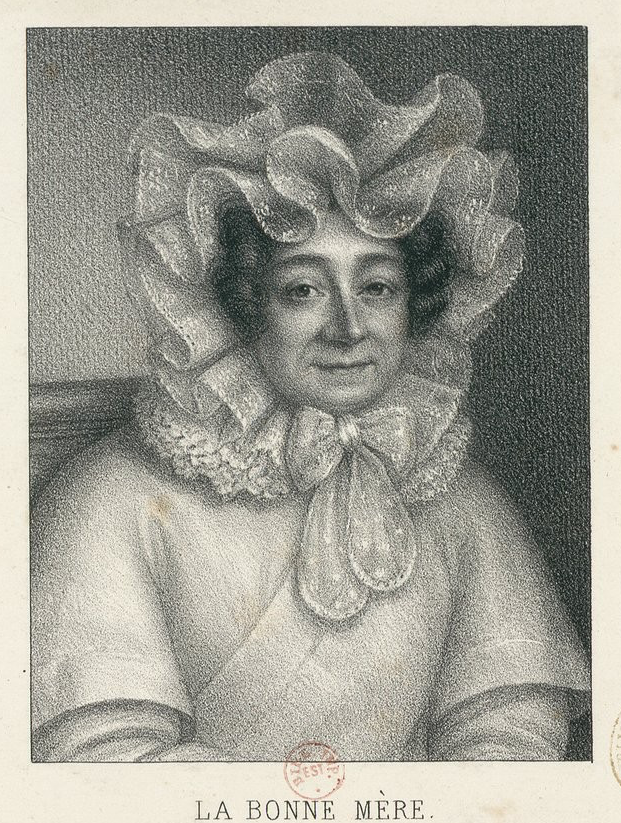
Анриетта Эме де ла Шевальри

Когда, в ходе Французской революции, к власти во Франции ненадолго пришла партия якобинцев, её лидерами был развязан террор, в частности, против монахов и монахинь, а также той части французского духовенства, которая отказалась присягать на верность революционной конституции. Неприсягнувшие священники зачастую были вынуждены прятаться в домах своих прихожан. Одно из таких убежищ для неприсягнувших священников основала в 1793 году в Пуатье Сюзетта Жоффруа. Она и её единомышленницы назвали себя Обществом Святого Сердца. 
Одним из священников, которым они оказали помощь, являлся Пьер Кудрен, который остался с ними и духовно окормлял их а также помогал налаживать работу организации. В 1795 году к группе присоединилась Анриетта Эме де ла Шевальри, которая вскоре стала  ближайшей помощницей Кудрена.
Во второй половине 1790-х годов революционный террор против церкви стремительно шёл на убыль, а после переворота 18 брюмера, организованного Наполеоном Бонапартом, и вовсе прекратился. Сюзетта Жоффруа сочла задачи общества выполненными, однако Кудрен и Анриетта Эме решили продолжать деятельность, теперь уже в качестве легальной католической просветительской организации. Вместе со своими единомышленниками он перебрались в Париж, где, уже официально, сняли дом на улице Пикпюс. Отсюда пошло их неофициальное название — пикпуцианцы. Помимо всего прочего, они взяли на себя заботу о поддержании в благоустроенном виде соседнего кладбища Пикпюс, за которое до Французской революции отвечали францисканцы. 
Под официальным названием «Конгрегация Святых Сердец Иисуса и Марии» религиозная организация Кудрена и Эме де Шевальри была утверждена буллой Папы Пия VII от 17 ноября 1817 года и подтверждена в 1840 году буллой Папы Григория XVI. Первоначально конгрегация была смешанной, однако затем от неё отделилась женская ветвь.

### Миссионерская работа в Полинезии и в других местах

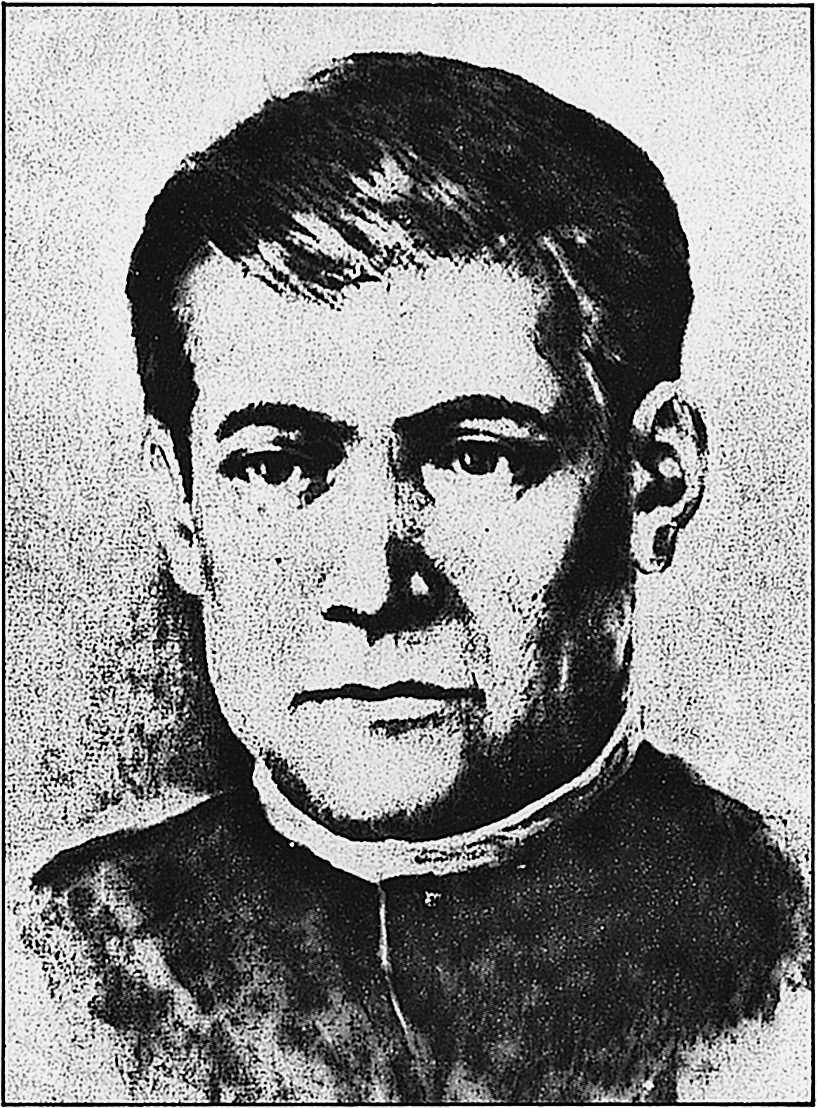
Эжен Эйро

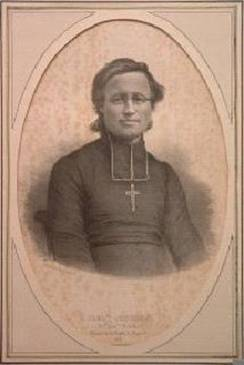
Этьен Флорентин Жоссен

В годы Второй Реставрации, в центре Парижа, вновь ставшего столицей консервативных католических монархов, религиозное рвение пикпуцианцев пропадало даром. Поэтому в 1827 году Святой Престол поручил им организовать католическую миссию на Гавайских островах. Это была первая серьёзная католическая миссия на Гавайях, из которой позже выросла епархия Гонолулу (основана в 1941 году). 
В 1833 году пикпуцианцам была также поручена католическая миссия в Полинезии (особенно во Французской Полинезии). Пикпуцианцы вели миссионерскую работу в Полинезии сперва из чилийского Сантьяго, затем основали католическую миссию на Таити, которая позже также стала католической епархией. 
Именно пикпуцианцы были первыми миссионерами, прибывшими на остров Пасхи и первыми европейцами, жившими на острове постоянно. В результате противоречивой деятельности миссионера Эжена Эйро большая часть островитян была крещена а большая часть табличек ронгоронго — уничтожена. Несколько позже о существовании письменности острова Пасхи узнал гораздо более образованный пикпуцианец — Этьен Флорентин Жоссен, епископ Таити. Именно он сумел спасти большую часть из числа немногих сохранившихся табличек. Он же познакомил с ними русского путешественника Н. Н. Миклухо-Маклая, и подарил учёному одну из табличек, которая позже была выставлена в Кунсткамере и положила начало интересу к исследованиям ронгоронго в России. Эжен Эйро к тому времени уже умер, а его соратники, опасаясь обвинений в самоуправстве, писали епископу, что куда делись прочие таблички — они не знают (вероятнее всего, большая часть из них была сожжена Эйро). 
Кроме Полинезии, пикпуцианцы работали и в европейских странах. В 1871 году четыре священника-пикпуцианца были убиты парижскими коммунарами, а в 1936 году, в ходе Гражданской войны в Испании, пятеро священников были убиты в Мадриде республиканцами.

### Современность

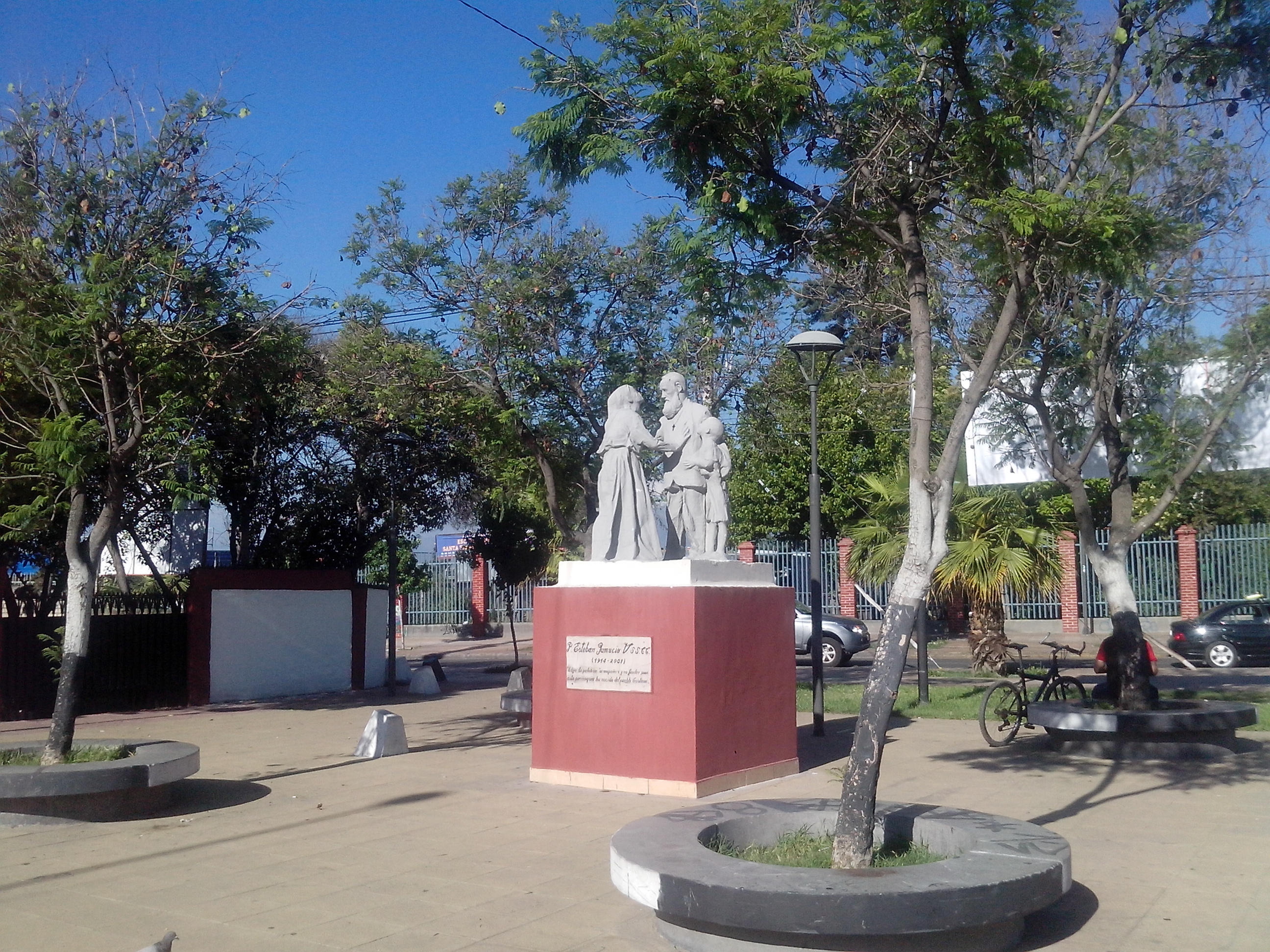
Памятник пикпуцианцу отцу Эстебану (фр.; 1914—2001) в Сантьяго, столице Чили.

Сильный удар по конгрегации нанесло отделение школы от церкви — сперва во Франции (в том числе, во Французской Полинезии) а затем в большинстве других европейских стран. Общая секуляризация во второй половине XX века еще более ослабило конгрегацию.
Если 1960-е годы в ней насчитывалось около 1770 членов (монахов, монашествующих священников и активных мирян), то к 2018 году это число сократилось до более чем на тысячу — до 710 человек. Из них около 300 работали в Испании, Португалии и странах Латинской Америки (особенно в Чили), 70 в Индонезии, 50 во Франции (включая Французскую Полинезию), менее двухсот — в остальных европейских странах, остальные — в США, на Филиппинах, в Индии, в странах Африки.
Несмотря на то, что пикпуцианцы, по католическим меркам всегда были немногочисленны они сыграли решающую роль в становлении католических религиозных институтов на Гавайях и во Французской Полинезии, и очень значительную в целом ряде других удалённых мест, к примеру, на Маркизских островах. В Бразилии и Чили они окормляли жителей трущоб, завоевав определённую популярность среди жителей этих стран.

## Руководство
С момента создания и до 1958 года руководителями конгрегации были исключительно французы. Первоначально руководители назначались пожизненно, однако сегодня они назначаются на шестилетний срок. В 2018 году главой конгрегации был избран гражданин Чили  Alberto Toutain.
Штаб-квартира пикпуцианцев располагается в Риме.